# 梁耀辉
梁耀辉（1967年6月—），广东东莞人，汉族，中国企业家。为前奥威斯集团（下属奥威斯太子酒店、中源石油）董事长，曾为第十一届、第十二届全国人大代表。2014年4月14日因涉嫌严重违法，被免除人大代表职务，同日因组织卖淫罪被警方刑事拘留。2017年8月11日被判处无期徒刑。

## 生平
梁耀辉出生于广东省东莞市黄江镇，其父梁灶暖，农民，无文化。梁耀辉毕业于华南师范大学语言学及应用语言学专业。

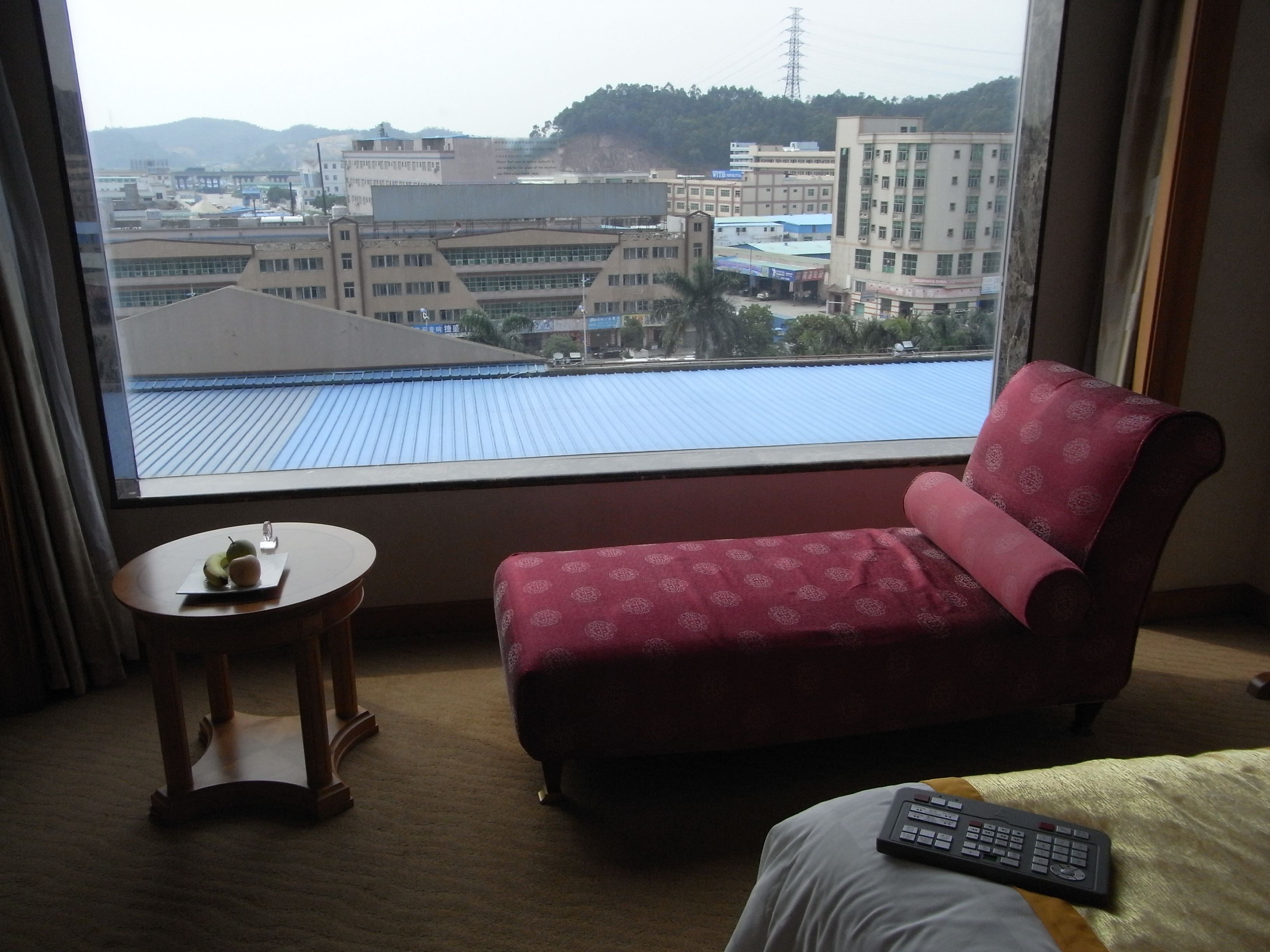
梁耀辉所创办的太子酒店的客房实景

梁耀辉早年从事服务行业，家里并不富有。他曾经开过理发店、经营过发廊，创业艰难。1980年代，梁耀辉与当地人一起开始从事走私生意，跟朋友从事一些汽车配件的生意。1995年，梁耀辉看准了当时的酒店和色情产业市场需求，投资建造了东莞太子酒店，后由于太子酒店有名气，东莞人称他为“太子辉”。1998年12月，太子酒店设立桑拿中心，后在2004年成为一个大规模提供卖淫活动的场所，组织大量性工作者卖淫，其中更包括未成年女性。2004年到2006年期间，梁耀辉安排奥威斯公司工作人员对桑拿中心桑拿房改建装修，配置特殊镀膜玻璃等物品，以方便卖淫。此外，梁耀辉也是“全国最大酒店”——东莞奥威斯国际会议酒店幕后控制人。但实际上，梁灶暖才是太子酒店的法人代表。
梁耀辉随后跨入石油行业，创立中源石油。据媒体报道称，他在哈萨克斯坦拥有10个油井。2008年梁耀辉跨入政坛，当选第十一届全国人民代表大会广东地区代表，2012年，再度当选为第十二届全国人大代表。在社会公益方面，截至2013年，梁耀辉捐助社会公益事业近5600万元。梁耀辉于2007年、2008年分别以10亿元、20亿元人民币荣登胡润百富榜第654名及406名。他的照片还登上了《东莞时报》头版，当时的标题是《十大善人》。另外在2012年，梁耀辉先后在广东南雄、江苏盐城投资修建奥威斯乐园，总投资额分别为120亿元、129亿元，其中前者将修建世界三最，即世界最大的天幕温泉、生态蹦滑主题公园和飞船探险峡谷。
此外，梁耀辉还是多家上市公司十大流通大股东，据不完全统计，其在三只股票投资8700余万人民币，亏损了近3000万人民币。不仅如此，他所创办的太子酒店也是港剧《酒店风云》取景地。

## 政治立场
在全国人大代表的履职上，梁耀辉的提案和建议大多都针对社会热点问题。2009年，梁耀辉提了3个建议，内容包括农民工子女读书难、体育业营业税及农村村组管理费用问题。
2011年及2012年，梁耀辉建言修改完善《中华人民共和国食品安全法》，建议严打地沟油非法加工和销售行为，被媒体广泛报道。2012年3月9日和3月14日，梁耀辉在全国两会上提交了《关于建立道德评价体系和加强诚信体系建设的建议》。

## 太子酒店被调查
2014年2月9日，中国中央电视台报道了太子酒店桑拿中心进行“裸舞选秀”，涉嫌卖淫嫖娼，随后太子酒店被东莞警方进行了检查。梁耀辉成为了2014年东莞扫黄事件的幕后人物之一。根据后来公布的调查报告显示，太子酒店桑拿中心对卖淫女的管理有一套严格流程，根据应聘卖淫女的身高等条件，分别确定嫖资为600元、800元、1200元、1500元四个等级，还收缴体检费。而太子酒店桑拿中心有99个房间，分贵宾房、豪华房、神秘房、会员房四个等级，房费价格分别为238元、398元、668元、668元人民币。其中神秘房和会员房共44间，内设圆形小舞台用于挑选卖淫女。在嫖客选好卖淫女后，楼层服务员会送冰块、漱口水、手巾等服务用品到房间。卖淫女通过房间电话通知钟房部计时，并在房间内为嫖客提供两个小时的性服务。结束后可选择支付现金或到前台收银处刷卡。据司法机关统计，2013年太子酒店桑拿中心的非法收入高达4870万人民币，全年组织卖淫达101871次，主要嫖客来自台湾和香港。在央视曝光太子酒店桑拿中心涉嫌“裸舞选秀”后，梁耀辉通知太子酒店职员，要求将涉及桑拿中心的文件、单据进行清理并安排转移，将桑拿中心电脑里的相关资料、服务台钟房两台电脑内技师接客数量、开房登记情况、桑拿部收支信息的收银系统和应收账系统及太子酒店演艺馆各项营业数据删除。2月10日，梁耀辉再次通知太子酒店职员，要求将有关桑拿中心的资料全部清理并转移到肇庆市奥威斯酒店。

## 被免职并逮捕
2014年4月14日，在广州市举行的广东省第十二届人大常委会第八次会议上，会议表决通过了《关于罢免梁耀辉第十二届全国人民代表大会代表职务的决议》，梁耀辉因涉嫌严重违法，被依法罢免第十二届全国人民代表大会代表职务，并报送全国人民代表大会常务委员会备案、公告。此前，梁耀辉请假缺席2014年全国两会。
同日深夜，据广东省公安厅官方微博“平安南粤”发布消息称：梁耀辉因涉嫌组织卖淫罪，被东莞警方依法刑事拘留。

## 审判
2015年5月27日9时30分，梁耀辉组织卖淫案在东莞市中级人民法院审理，与梁耀辉同时被检方起诉的，还有其余46个犯罪嫌疑人（包括黄平就）。检方指控，梁耀辉犯组织卖淫罪、协助组织卖淫罪、毁灭证据罪三项罪名，且情节特别严重，但梁耀辉当庭没有认罪。依据《中华人民共和国刑法》，一旦梁耀辉被定罪，可处无期徒刑或死刑，并处没收财产。
2017年8月11日上午9时，东莞市中级人民法院一审宣判，以组织卖淫罪、串通投标罪、单位行贿罪判处梁耀辉无期徒刑，剥夺政治权利终身，并处没收个人全部财产。检方起诉的另外46人也被分别被定为组织卖淫罪、协助组织卖淫罪、帮助毁灭证据罪，除两人被判处缓刑外，其他人均被判处一年四个月以上有期徒刑。其后，梁耀辉因不服判决，申诉至广东省高级人民法院。2019年7月26日，广东省高级人民法院驳回梁耀辉的申诉。